# Circuit Het Nieuwsblad féminin 2011
Pour la course masculine, voir Circuit Het Nieuwsblad 2011.
La 6e édition du Circuit Het Nieuwsblad féminin a eu lieu le 26 février 2011. La course fait partie du calendrier international féminin UCI 2011 en catégorie 1.2. C'est également la première épreuve internationale disputée en Europe pour les féminines et est considérée comme le début de la saison des classiques.

## Classements

### Classement final
| \| Classement général \| Classement général \| Classement général \| Classement général \| Classement général \| \| Coureur \| Coureur \| Pays \| Équipe \| Temps \| \| ------------------ \| -------------------- \| ------------------ \| ------------------------------- \| ------------------ \| \| 1re \| Emma Johansson \| Suède \| Hitec Products-UCK \| 3 h 38 min 05 s \| \| 2e \| Andrea Bosman \| Pays-Bas \| \| + 0 s \| \| 3e \| Chantal Blaak \| Pays-Bas \| AA Drink-Leontien.nl \| + 0 s \| \| 4e \| Loes Gunnewijk \| Pays-Bas \| Nederland Bloeit \| + 0 s \| \| 5e \| Elisa Longo Borghini \| Italie \| Top Girls-Fassa Bortolo \| + 4 s \| \| 6e \| Annemiek van Vleuten \| Pays-Bas \| Nederland Bloeit \| + 1 min 39 s \| \| 7e \| Janneke Busser Kanis \| Pays-Bas \| Nederland Bloeit \| + 1 min 39 s \| \| 8e \| Tiffany Cromwell \| Australie \| Lotto Honda \| + 1 min 39 s \| \| 9e \| Grace Verbeke \| Belgique \| Topsport Vlaanderen 2012-Ridley \| + 1 min 39 s \| \| 10e \| Martine Bras \| Pays-Bas \| Dolmans Landscaping \| + 1 min 39 s \| |                      |           |                                 |                 |
| |                      |           |                                 |                 |
| Source : Cycling Quotient |                      |           |                                 |                 |
| Classement général |                      |           |                                 |                 |
| Coureur | Coureur              | Pays      | Équipe                          | Temps           |
| 1re | Emma Johansson       | Suède     | Hitec Products-UCK              | 3 h 38 min 05 s |
| 2e | Andrea Bosman        | Pays-Bas  |                                 | + 0 s           |
| 3e | Chantal Blaak        | Pays-Bas  | AA Drink-Leontien.nl            | + 0 s           |
| 4e | Loes Gunnewijk       | Pays-Bas  | Nederland Bloeit                | + 0 s           |
| 5e | Elisa Longo Borghini | Italie    | Top Girls-Fassa Bortolo         | + 4 s           |
| 6e | Annemiek van Vleuten | Pays-Bas  | Nederland Bloeit                | + 1 min 39 s    |
| 7e | Janneke Busser Kanis | Pays-Bas  | Nederland Bloeit                | + 1 min 39 s    |
| 8e | Tiffany Cromwell     | Australie | Lotto Honda                     | + 1 min 39 s    |
| 9e | Grace Verbeke        | Belgique  | Topsport Vlaanderen 2012-Ridley | + 1 min 39 s    |
| 10e | Martine Bras         | Pays-Bas  | Dolmans Landscaping             | + 1 min 39 s    |

### Barème des points UCI
| Position           | 1er | 2e | 3e | 4e | 5e | 6e | 7e | 8e |
| Classement général | 40  | 30 | 16 | 12 | 10 | 8  | 6  | 3  |